# 蕺园
蕺园，位于中国广东省佛山市禅城区福贤路131号及居仁里139号共两处，为佛山市市级文物保护单位，类型为近现代重要史迹及代表性建筑，公布时间为1998年4月30日。
蕺园的历史年代为民国。